# Trần Nam Phi
Trần Nam Phi (sinh năm 1948) là một sĩ quan cao cấp của Quân đội nhân dân Việt Nam, hàm Trung tướng, nguyên Phó Tổng cục trưởng về Chính trị, Chính ủy Tổng cục Tình báo.

## Cuộc đời
Trần Nam Phi sinh năm 1948 tại xã Lộc Hưng, huyện Trảng Bàng, tỉnh Tây Ninh. Ông nhập ngũ từ tháng 1 năm 1962, đến tháng 2 năm 1967 thì được kết nạp vào Đảng Cộng sản Việt Nam. Trong Chiến dịch Hồ Chí Minh năm 1975, ông đã tham gia đánh chiếm Ngã ba Bà Quẹo tại Tân Bình dưới vai trò chính trị viên của Đại đội súng máy cao xạ 12,7 được tăng cường cho Tiểu đoàn 3 thuộc Trung đoàn 1. Tháng 11 năm 2002, ông được bổ nhiệm làm Phó Tổng cục trưởng về Chính trị của Tổng cục 2. Ông được thăng quân hàm Trung tướng vào năm 2007, và đến ngày 1 tháng 7 năm 2008 thì ông được nhà nước Việt Nam cho về hưu theo chế độ.

## Lịch sử thụ phong quân hàm
| Năm thụ phong | –         | 1996   | 2003        | 2007        |
| ------------- | --------- | ------ | ----------- | ----------- |
| Cấp bậc       | Thượng tá | Đại tá | Thiếu tướng | Trung tướng |
|               |           |        |             |             |